# Костувате
Костува́те — село в Україні, у Новомар'ївській сільській громаді Вознесенського району Миколаївської області. Населення становить 456 осіб. До 2018 року орган місцевого самоврядування — Костуватська сільська рада.

## Населення
Згідно з переписом УРСР 1989 року чисельність наявного населення села становила 420 осіб, з яких 191 чоловік та 229 жінок.
За переписом населення України 2001 року в селі мешкало 449 осіб.

### Мова
Розподіл населення за рідною мовою за даними перепису 2001 року:
| Мова       | Відсоток |
| ---------- | -------- |
| українська | 94,74 %  |
| молдовська | 4,61 %   |
| російська  | 0,66 %   |

## Відомі люди
Село відоме тим, що у ньому народилися корифеї українського театру Микола Садовський та Марія Садовська-Барілотті.
У селі народилися
- старший лейтенант Збройних сил України, учасник російсько-української війни Григорій Береговенко (1964-2014),
- літературознавець Ващук Федір Тимофійович (1925-1988).